# Velodromo Maspes-Vigorelli
Das Velodromo Maspes-Vigorelli (im Allgemeinen Vigorelli-Bahn, italienisch Il Vigorelli genannt) ist eine Radrennbahn in der italienischen Metropole Mailand.

## Geschichte
Die Vigorelli-Bahn ist eine Freiluftbahn, das heißt außer der Tribünenüberdachung existiert keine Halle oder geschlossene Überdachung. Die 397,27 Meter lange Bahn wurde von dem Münsteraner Architekten Clemens Schürmann erbaut. Sie befand sich ursprünglich im Stadio Nazionale del PNF in Rom, wo 1932 die Weltmeisterschaften ausgetragen wurden. Drei Jahre später wurde die Bahn, Pista magica genannt, in Mailand aufgebaut und dort am 28. Oktober 1935 wieder eröffnet. Im Herbst 1943 wurde die Radrennbahn bei einem Fliegerangriff komplett zerstört, nach dem Krieg jedoch erneut aufgebaut. Aus Anlass der UCI-Bahn-Weltmeisterschaften 1962 wurde die Bahn erneut modernisiert und der Belag nach einem neuen Verfahren geglättet.
Insgesamt neun heute noch anerkannte Stundenweltrekorde wurden dort erzielt – unter anderem von Giuseppe Olmo, Fausto Coppi, Ercole Baldini, Roger Rivière und Jacques Anquetil. In der Summe wurden auf der Bahn mehr als 150 Weltrekorde in verschiedenen Disziplinen des Bahnradsportes erzielt. Dort fand 1955 auch der Stehversuch-Weltrekord von Jan Derksen und Antonio Maspes statt, der 32 Minuten und 20 Sekunden dauerte. Bis heute (2016) haben neun dieser Rekorde noch Bestand.
Unterhalb der Vigorelli-Bahn befindet sich heute noch die Manufaktur des weltberühmten italienischen Rahmenbauers Masi. Auf dieser Marke fuhr unter anderem Eddy Merckx in den 1960er Jahren als Mitglied des Radsportteams Faema.
Die ursprünglich nach einem der Erbauer, dem Industriellen Giuseppe Vigorelli, Velodromo Vigorelli genannte Radrennbahn erhielt am 19. Oktober 2000 zu Ehren des verstorbenen Mailänder Radprofis Antonio Maspes ihren heutigen offiziellen Doppelnamen. Antonio Maspes gewann den auf der Bahn ausgetragenen Großen Preis von Mailand für Sprinter viermal. Den ersten Sieg dieses Wettbewerbs holte 1894 der Deutsche Alwin Vater. Letzter Sieger einer Austragung als Großer Preis war 1987 mit Michael Hübner ebenfalls ein deutscher Sprinter.

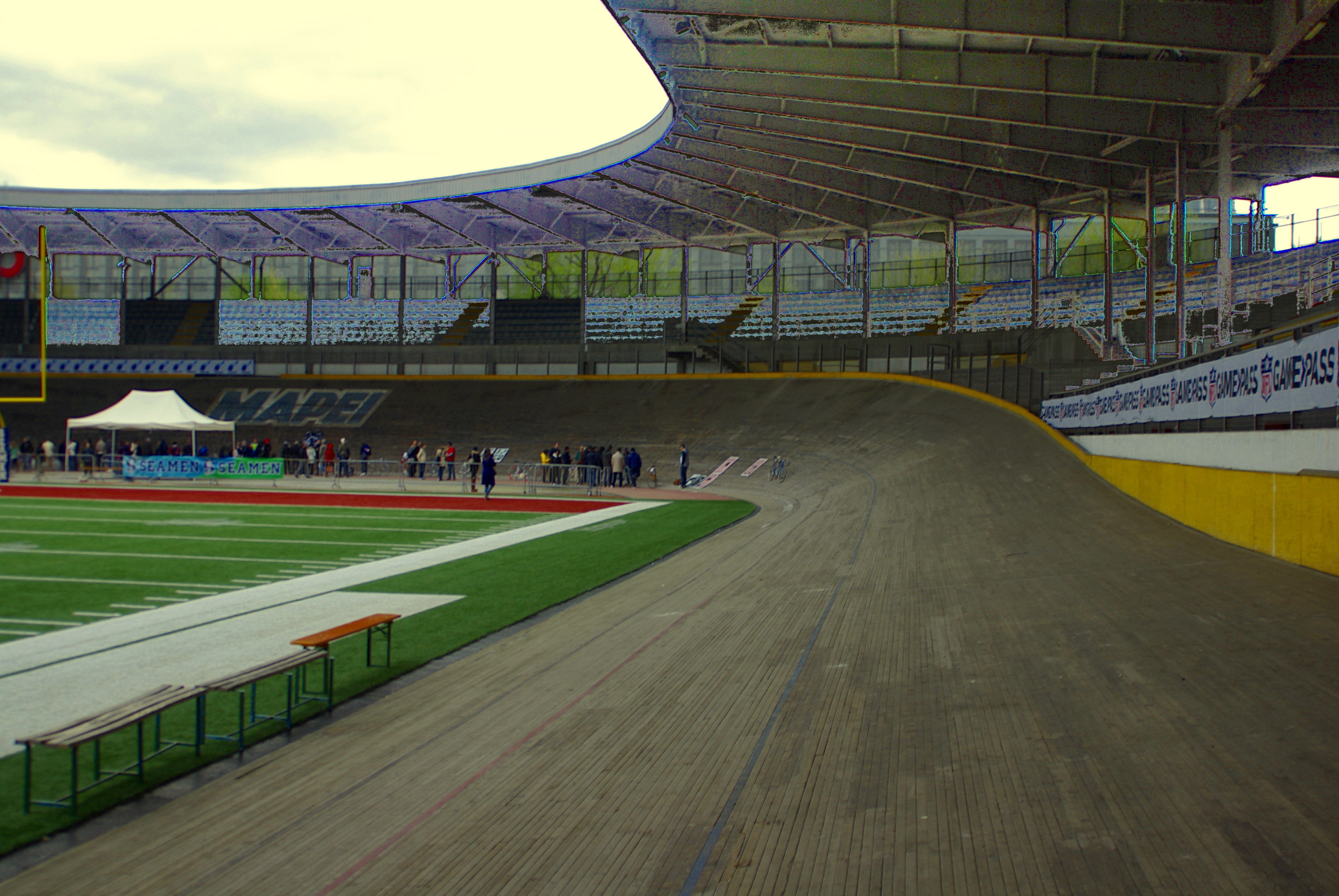
Das Velodromo Maspes-Vigorelli im Jahr 2014

Im April 2016 wurde bekannt gegeben, dass die Bahn, nachdem sie 15 Jahre lang geschlossen war, ab 12. Juni 2016 wieder in Betrieb genommen wird. Zwischenzeitlich wurde sie für sechs Millionen Euro renoviert. Auf den Tribünen finden 7400 Zuschauer Platz. Im Innenraum befindet sich ein Footballfeld, das auch weiterhin als solches genutzt wird.
Im Juni 1965 spielten die Beatles eines ihrer drei Konzerte in Italien an diesem Ort. Die letzte sportliche Nutzung des Stadions vor der Wiedereröffnung waren die Heimspiele der einheimischen American-Football-Mannschaften.